# La Sonate à Kreutzer (film, 1987)
Pour les articles homonymes, voir La Sonate à Kreutzer (homonymie).
Pour plus de détails, voir Fiche technique et Distribution.
La Sonate à Kreutzer (en russe : Крейцерова соната, Kreitserova sonata) est un film soviétique sorti en 1987 et réalisé par Mikhail Schweitzer d'après le roman La Sonate à Kreutzer de Léon Tolstoï.

## Synopsis
Un certain Vassili Pozdnychev, homme noble et respecté dans la société, mari aimant et père attentionné, décide de partager avec un compagnon de voyage au hasard dans le train comment il s'est avéré être le meurtrier cruel de sa femme, la soupçonnant de trahison. Dans un accès de jalousie, il l'a poignardée avec une lame de Damas.
Pozdnychev décrit les événements qui ont conduit au meurtre de sa femme. Il jure qu'il l'aimait vraiment; elle était pauvre et n'avait pas de parents influents. Mais dès les premiers jours du mariage, selon lui, tout a mal tourné. Son épouse était calme et terne, elle pleurait beaucoup, malgré tous les efforts de son mari aimant. Un jour, elle a fait la connaissance d'un jeune et charmant violoniste, et elle ne s'est plu que dans sa seule compagnie. N'y attachant pas beaucoup d'importance, Pozdnychev les laissa tranquilles. Un jour en rentrant chez lui, il a retrouvé sa femme en compagnie du musicien. Le violoniste s'est enfui de peur et Pozdnychev a attrapé un poignard et a tué sa femme infidèle.

## Fiche technique
- Titre français : La Sonate à Kreutzer[1],[2]
- Titre original : Крейцерова соната, Kreitserova sonata
- Réalisation : Mikhail Schweitzer, Sophia Milkina (ru)
- Scénario : Mikhail Schweitzer
- Photographie : Mikhaïl Agranovitch (ru)
- Caméra : Alexandre Ilkhovski, Sergueï Armand
- Direction artistique : Igor Lemechev, Vladimir Fabrikov
- Costumes : Nelly Fomina
- Compositeur : Sofia Goubaïdoulina
- Musique : Orchestre symphonique d'État de l'URSS pour l'art cinématographique
- Chef d'orchestre : Sergueï Skripka (ru)
- Maître de ballet : Svetlana Voskressenskaïa
- Son : Evgueni Fiodorov, Vladimir Vinogradov
- Montage : Lioudmila Feiguinova
- Maquillage : Tamara Krylova
- Producteur exécutif : Maria Zakharova
- Genre : drame
- Production : Mosfilm
- Format : Couleur - 1,37:1 - 35mm
- Durée : 158 minutes
- Langue : russe
- Dates de sortie : 
  -  Union soviétique : décembre 1987

## Distribution
- Oleg Yankovski : Vassili Pozdnychev
- Irina Selezniova : Liza Pozdnycheva, la femme de Vassili
- Alexandre Trofimov (ru) : le compagnon de voyage
- Dmitri Pokrovski : Troukhachevsky
- Alla Demidova : la dame dans le train
- Lidia Fedosseïeva-Choukchina (ru) : la mère de Liza
- Alexandre Kaliaguine : voyageur
- Mikhaïl Glouzski : voyageur
- Alexandre Kotov (ru) : étudiant naturaliste
- Stepan Krylov : Yegor
- Olga Tokareva : la sœur de Liza
- Inna Goulaïa : l'actrice
- Radner Mouratov : contrôleur du train
- Nina Agapova (ru) : Leocadia Petrovna, la modiste
- Vera Bourlakova (ru) : gouvernante
- Lev Poliakov (ru) : parent invité au mariage